# Bubenhausen (Zweibrücken)
Bubenhausen ist ein Stadtteil von Zweibrücken in Rheinland-Pfalz. Bis 1926 war er eine selbständige Gemeinde.

## Geographie
Bubenhausen liegt unmittelbar an der Grenze zum Saarland westlich des Hornbachs, der in diesem Bereich von links in den Schwarzbach mündet sowie westlich der Innenstadt von Zweibrücken. Der Fluss, die Bahnstrecke Landau–Rohrbach und die A 8 trennen den Stadtteil von der Innenstadt. Zu Bubenhausen gehören zusätzlich die Wohnplätze Sturzenhof, Waldfriedhof Zweibrücken und Wolfsachterhof.

## Geschichte
Der Ortsname auf „-hausen“ gehört zu einem Ortsnamentypus, der im Frühmittelalter häufig gewählt wurde. Die schriftliche Überlieferung setzt im 13. Jahrhundert ein.
Bubenhausen wird 1273 erstmals genannt. Es war nach Ernstweiler gepfarrt und hatte stets die Landeszugehörigkeit wie Zweibrücken. 1385 erstreckte sich der Burgfrieden um Zweibrücken bis „gen Bubenhusen an daz dorff und von Bubenhusen gen Ernswilr“. 1547 entschied Herzog Wolfgang, dass die Bänne der Stadt Zweibrücken und der beiden Dörfer Bubenhausen und Ernstweiler für alle Zeiten eine gemeinschaftliche Gemarkung mit gemeinschaftlicher Nutzung bilden sollten. Die Untertanen der beiden Dörfer unterstanden weiterhin der Schultheißerei Ixheim, während die Bürger der Stadt weiter Stadtbürger blieben. Bis Ende des 18. gehörte der Ort zu Pfalz-Zweibrücken
Von 1798 bis 1814, als die Pfalz Teil der Französischen Republik (bis 1804) und anschließend Teil des Napoleonischen Kaiserreichs war, war Bubenhausen in den Kanton Zweibrücken eingegliedert und unterstand der Mairie Zweybrücken. 1815 wurde Ixheim Österreich zugeschlagen. Bereits ein Jahr später wechselte die Gemeinde wie die gesamte Pfalz in das Königreich Bayern. Von 1818 bis 1862 gehörte der Ort dem Landkommissariat Zweibrücken an; aus diesem ging das Bezirksamt Zweibrücken hervor.
Im Januar 1832 wurde im Saal des Bubenhauser Gasthauses der „Deutsche Vaterlandsverein zur Unterstützung der freien Presse“ gegründet. Die Gründer waren Philipp Jakob Siebenpfeiffer, Johann Georg August Wirth und Friedrich Schüler. Dieser Verein bereitete das Hambacher Fest vor. Mit der Abtrennung des Saargebiets 1920 und der Errichtung der Zollgrenze 1925 gerieten Bubenhausen und Ernstweiler in eine Grenzlage. Ein Jahr später wurden Bubenhausen und Ernstweiler nach Zweibrücken eingemeindet und sind seitdem Stadtteile von Zweibrücken.
Der „Sturzenhof“ und die zugehörige „Sturzenhofstraße“ erinnern an den Landtagsabgeordneten Christian David Sturtz (1753–1834), dem das Gut einst gehörte.

## Religion
Vor Ort existiert eine protestantische Kirche, die eine von Gerhard Kuhn Orgelbau im Jahr 1991 errichtete Orgel enthält und die 1966 erbaute katholische Kirche St. Pirmin. Bis zur Errichtung des örtlichen jüdischen Friedhofs wurden die in Bubenhausen lebenden Juden in Blieskastel beigesetzt.

## Kultur

### Kulturdenkmäler
Mit dem als Denkmalzone ausgewiesenen jüdischen Friedhof und einem Kriegerdenkmal existieren vor Ort insgesamt zwei Objekte, die unter Denkmalschutz stehen.

### Natur
Mit dem Steinbruchtümpel existiert innerhalb von Bubenhausen ein Naturdenkmal.

### Sport
Der örtliche Sportverein wurde während der Zeit des Dritten Reichs für kurze Zeit mit dem VB Zweibrücken  und den Vereinen einiger Nachbarte zum Sportverein 01 Zweibrücken zusammengelegt.

## Wirtschaft und Infrastruktur

### Wirtschaft
Im 18. und 19. Jahrhundert existierte in Bubenhausen eine Keramikmanufaktur. Arbeitsplätze in der Industrie entstanden seit der Mitte des 19. Jahrhunderts. Die Bubenhauser arbeiteten vor allem in Zweibrücken und Ernstweiler.

### Verkehr
Bubenhausen ist über die von der Verkehrsgesellschaft Zweibrücken betriebenen Buslinien 223 und 229 an das Nahverkehrsnetz angeschlossen.
Da der Autoverkehr nach dem Zweiten Weltkrieg stark anstieg, erschienen die Bahnübergänge der Straßen in die Zweibrücker Kernstadt im Bereich des Hauptbahnhofs aufgrund der damals zahlreichen Bahnhofsgleise zunehmend als Hindernis. Aus diesem Grund veranlasste der damalige Zweibrücker Oberbürgermeister Oskar Munzinger, diese durch ein Überführungsbauwerk zu ersetzen, was Ende der 1960er schließlich in die Tat umgesetzt wurde. Im Volksmund wurde letzteres deshalb oft als „Munzingerhügel“ bezeichnet.

## Persönlichkeiten
- Christian David Sturtz (1753–1834), Jurist und Abgeordneter des ersten Bayerischen Landtags, besaß vor Ort ein Hofgut
- Hermann Sumpf (1892–1967), Politiker (KPD), heiratete 1913 in Bubenhausen seine Ehefrau